# Ebbie Goodfellow
Ebenezer Ralston „Ebbie“ Goodfellow (* 9. April 1906 in Ottawa, Ontario; † 10. September 1985) war ein kanadischer Eishockeyspieler (Verteidiger) und -trainer, der von 1929 bis 1943 für die Detroit Red Wings, die in dieser Zeit auch die Beinamen Cougars und Falcons trugen, in der National Hockey League spielte. Als Trainer war er von 1950 bis 1952 bei den Chicago Black Hawks tätig.

## Karriere
Bei den Detroit Olympics in der CPHL war er in der Saison 1928/29 mit 26 Toren und 34 Punkten bester Torschütze und Scorer der Liga. Als die NHL ein Jahr später ein Franchise in Detroit ansiedelte, holte man ihn in den Kader der damaligen Detroit Cougars. Diese  änderten ihren Namen im folgenden Jahr zunächst in Falcons, ehe es 1932 den heutigen Namen Detroit Red Wings annahm.
Er begann seine Karriere in der NHL als Center und war in der Saison 1930/31 zweitbester Scorer. Zu einer festen Größe entwickelte er sich jedoch in der Verteidigung des Teams, mit dem er Mitte der 1930er Jahre zweimal den Stanley Cup gewinnen konnte. Er wurde dreimal in All-Star Team der NHL gewählt. 
In der Saison 1942/43 war er der letzte Spielertrainer, dem es gelang den Stanley Cup zu gewinnen. Nach dieser Spielzeit beendete er seine Karriere. Ab 1946 trainierte er die St. Louis Flyers in der American Hockey League, bevor er 1950 als Trainer der Chicago Black Hawks für zwei Jahre in die NHL zurückkehrte. Mit lediglich 30 Siegen in 140 Partien gewann er nur 28,2 Prozent aller möglichen Punkte.

## Sportliche Erfolge
- Stanley Cup: 1936, 1937 und 1943

### Persönliche Auszeichnungen
- NHL First All-Star Team: 1937 und 1940
- NHL Second All-Star Team: 1936
- Hart Memorial Trophy: 1940